# 乐秋乡
乐秋乡，是中华人民共和国云南省大理白族自治州南涧彝族自治县下辖的一个乡镇级行政单位。

## 行政区划
乐秋乡下辖以下地区：
米家禄村、东升村、乐秋村、麻栗村、联合村、上虎村和猪街村。